# Coussey
Coussey est une commune française située dans le département des Vosges, en Lorraine, dans la région administrative Grand Est.
Ses habitants sont appelés les Coussetois.

## Géographie

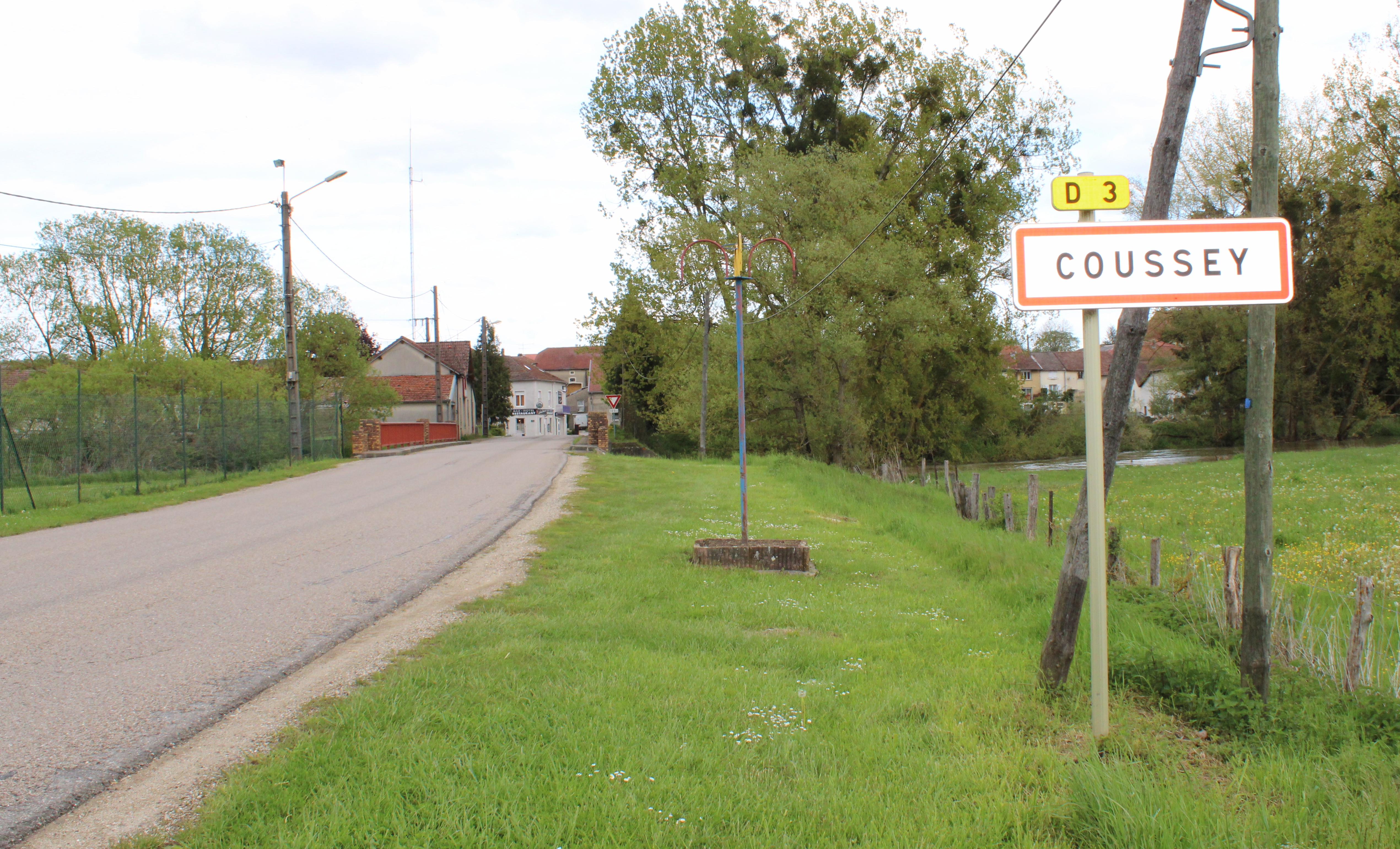
Entrée du village.

Le village est au bord de la Meuse, dans une échancrure des côtes de Meuse, à 7 km au nord de Neufchâteau. La commune englobe une partie de plateau calcaire à l'ouest, avec les bois des Combelles où l'altitude dépasse les 400 mètres. On peut y accéder par la combe des Enfants ou celle d'un petit ruisseau : le Cul du Vau.

### Communes limitrophes

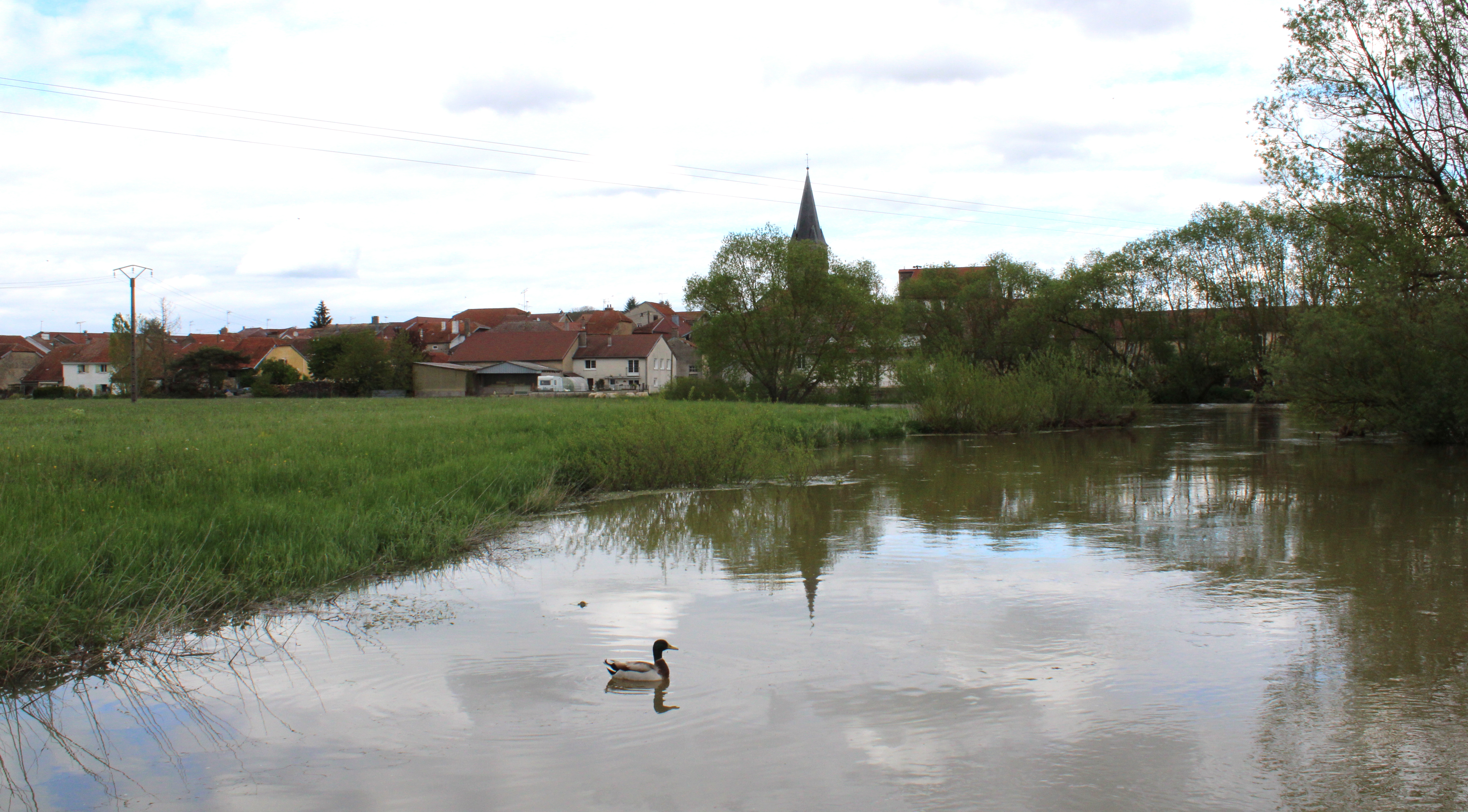
Panorama du village se reflétant dans la Meuse.

### Hydrographie
La commune est située dans le bassin versant de la Meuse au sein du bassin Rhin-Meuse. Elle est drainée par la Meuse, le ruisseau la Saonnelle et Noue du Pont de Pagny,.

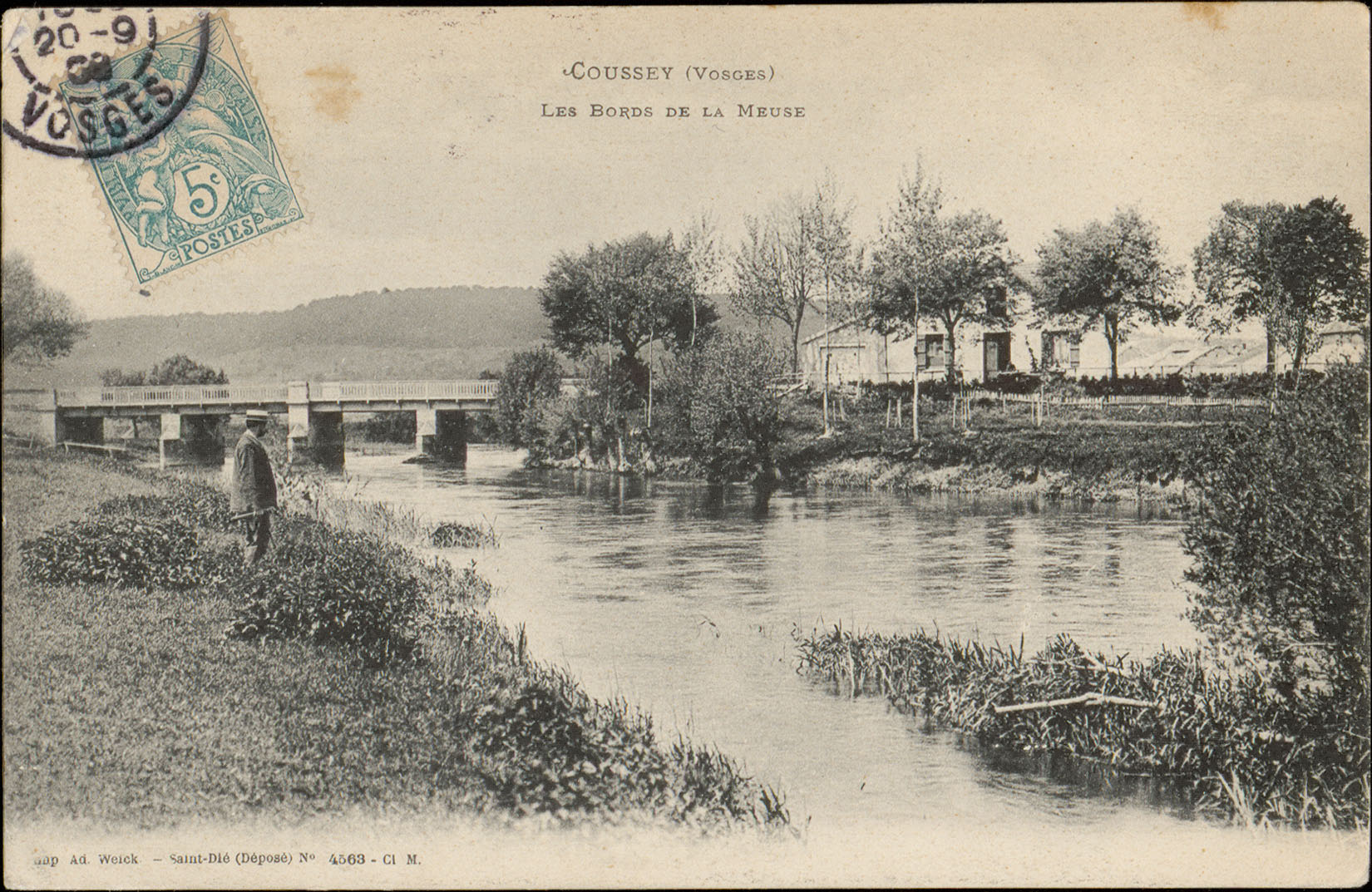
Les bords de la Meuse à Coussey.
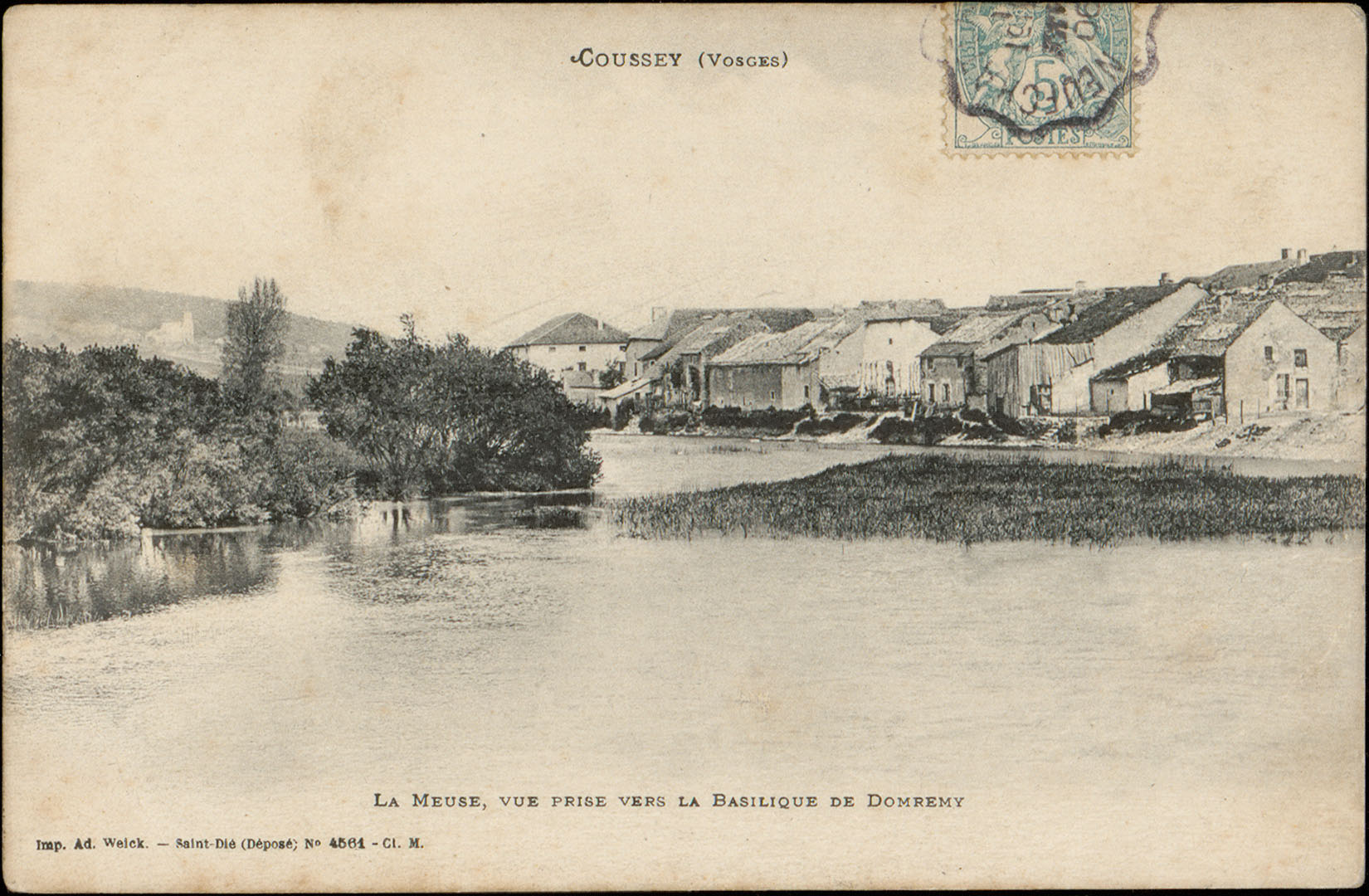
Vue de la Meuse prise vers la basilique de Domrémy.
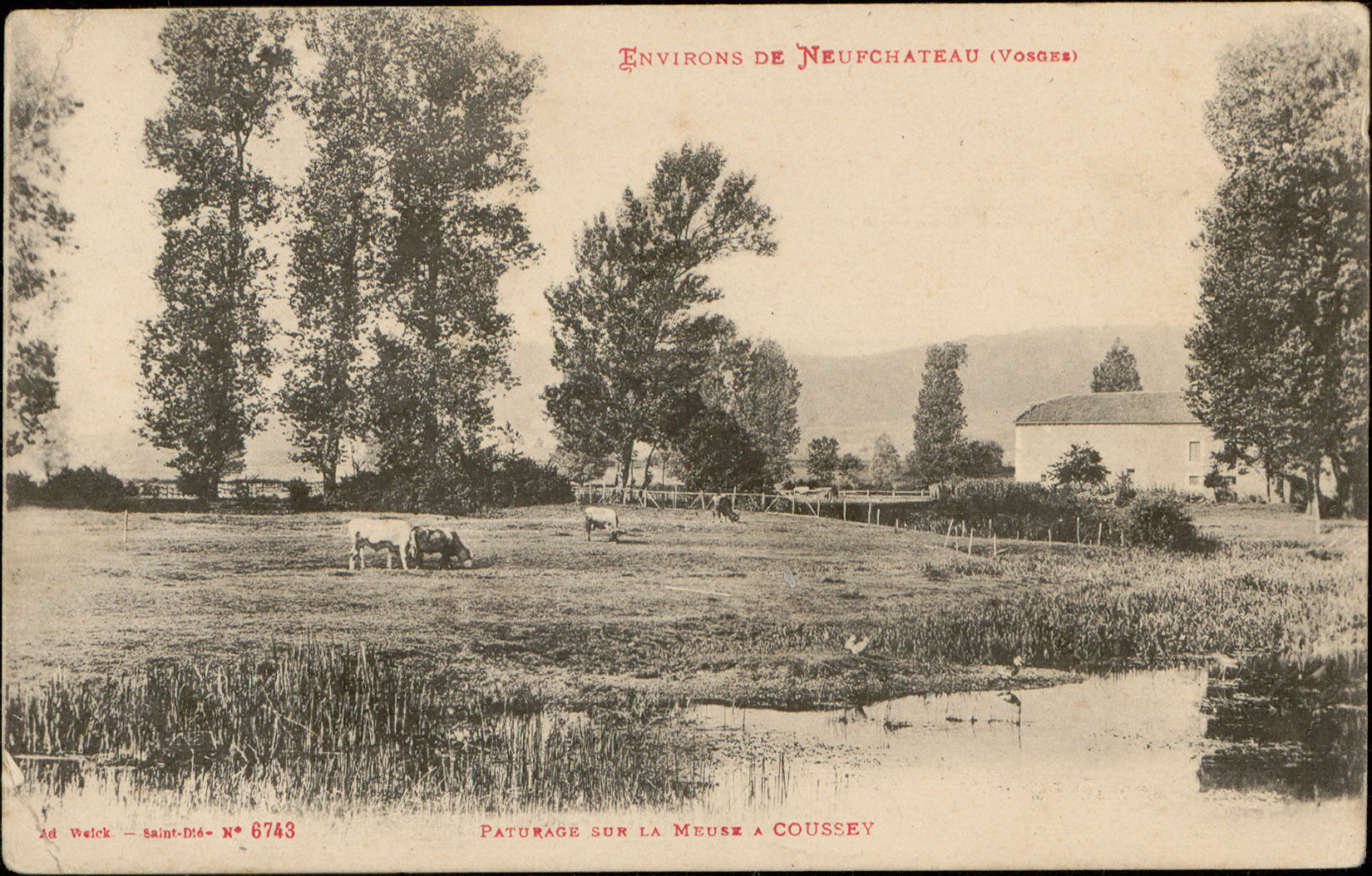
Pâturage sur la Meuse.

La Meuse prend sa source en France, dans la commune du Châtelet-sur-Meuse, à 409 mètres d'altitude, et se jette dans la mer du Nord après un cours long d'approximativement 950 kilomètres traversant la France sur 486 kilomètres, la Belgique et les Pays-Bas.
La Saônelle, d'une longueur totale de 21,8 km, prend sa source dans la commune de Lafauche et se jette dans la Meuse en limite de Frebécourt et du territoire communal, après avoir traversé huit communes.

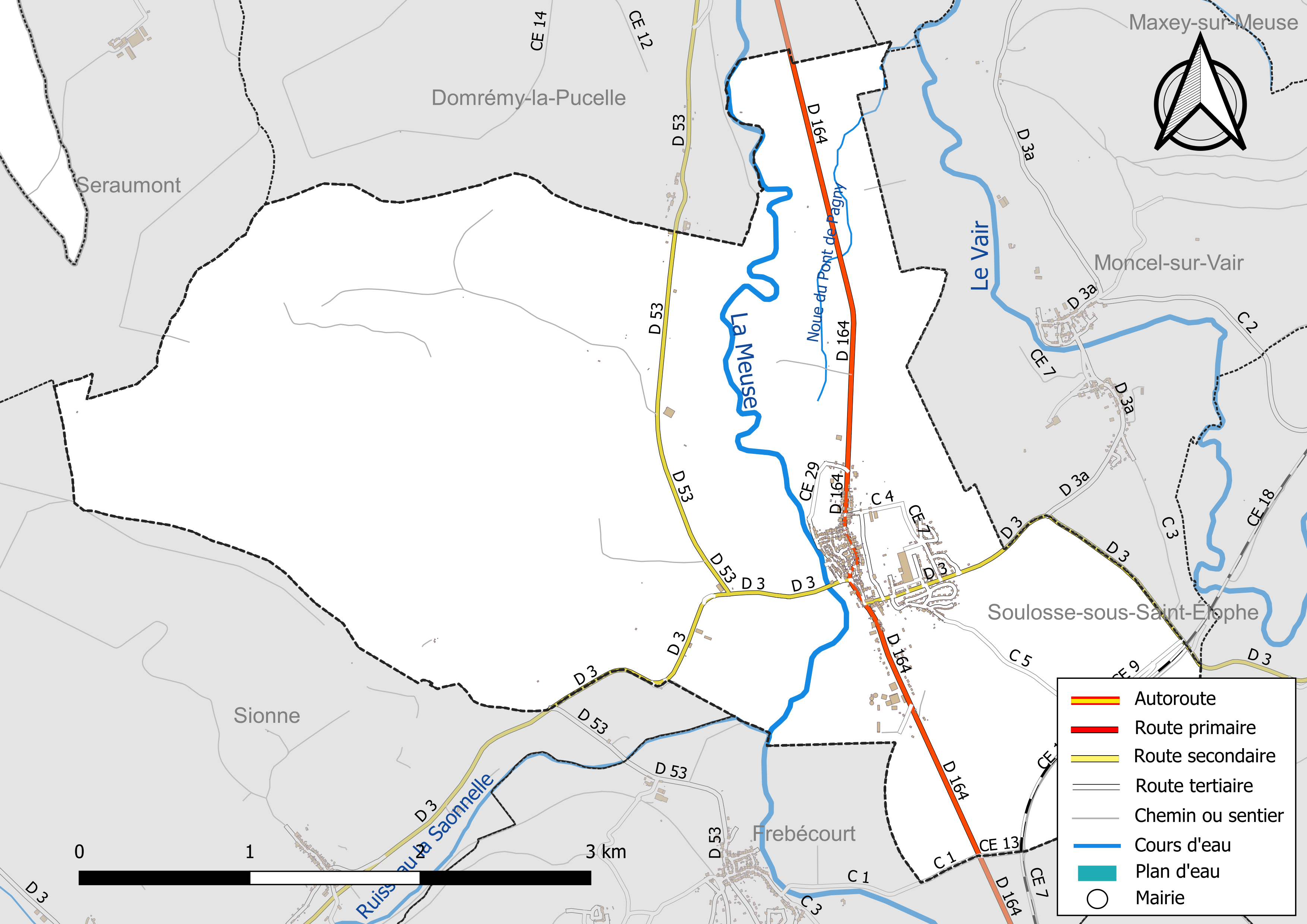
Réseaux hydrographique et routier de Coussey.

La qualité des eaux de baignade et des cours d’eau peut être consultée sur un site dédié géré par les agences de l’eau et l’Agence française pour la biodiversité.

### Climat
Pour des articles plus généraux, voir Climat du Grand Est et Climat des Vosges.
En 2010, le climat de la commune est de type climat de montagne, selon une étude du Centre national de la recherche scientifique s'appuyant sur une série de données couvrant la période 1971-2000. En 2020, Météo-France publie une typologie des climats de la France métropolitaine dans laquelle la commune est exposée à un climat océanique altéré et est dans la région climatique  Lorraine, plateau de Langres, Morvan, caractérisée par un hiver rude (1,5 °C), des vents modérés et des brouillards fréquents en automne et hiver. 
Pour la période 1971-2000, la température annuelle moyenne est de 9,7 °C, avec une amplitude thermique annuelle de 16,8 °C. Le cumul annuel moyen de précipitations est de 947 mm, avec 13,2 jours de précipitations en janvier et 9,3 jours en juillet. Pour la période 1991-2020, la température moyenne annuelle observée sur la station météorologique de Météo-France la plus proche, « Rollainville », sur la commune de Rollainville à 7 km à vol d'oiseau, est de 10,3 °C et le cumul annuel moyen de précipitations est de 860,3 mm. 
La température maximale relevée sur cette station est de 39,6 °C, atteinte le 25 juillet 2019 ; la température minimale est de −18,2 °C, atteinte le 20 décembre 2009,,. 
Les paramètres climatiques de la commune ont été estimés pour le milieu du siècle (2041-2070) selon différents scénarios d'émission de gaz à effet de serre à partir des nouvelles projections climatiques de référence DRIAS-2020. Ils sont consultables sur un site dédié publié par Météo-France en novembre 2022.

## Urbanisme

### Typologie
Au 1er janvier 2024, Coussey est catégorisée commune rurale à habitat dispersé, selon la nouvelle grille communale de densité à sept niveaux définie par l'Insee en 2022.
Elle est située hors unité urbaine. Par ailleurs la commune fait partie de l'aire d'attraction de Neufchâteau, dont elle est une commune de la couronne,. Cette aire, qui regroupe 72 communes, est catégorisée dans les aires de moins de 50 000 habitants,.

### Occupation des sols
L'occupation des sols de la commune, telle qu'elle ressort de la base de données européenne d’occupation biophysique des sols Corine Land Cover (CLC), est marquée par l'importance des territoires agricoles (55,7 % en 2018), en diminution par rapport à 1990 (57,2 %). La répartition détaillée en 2018 est la suivante : 
forêts (39,9 %), prairies (30,9 %), terres arables (24,6 %), zones urbanisées (4,4 %), zones agricoles hétérogènes (0,2 %). L'évolution de l’occupation des sols de la commune et de ses infrastructures peut être observée sur les différentes représentations cartographiques du territoire : la carte de Cassini (XVIIIe siècle), la carte d'état-major (1820-1866) et les cartes ou photos aériennes de l'IGN pour la période actuelle (1950 à aujourd'hui).

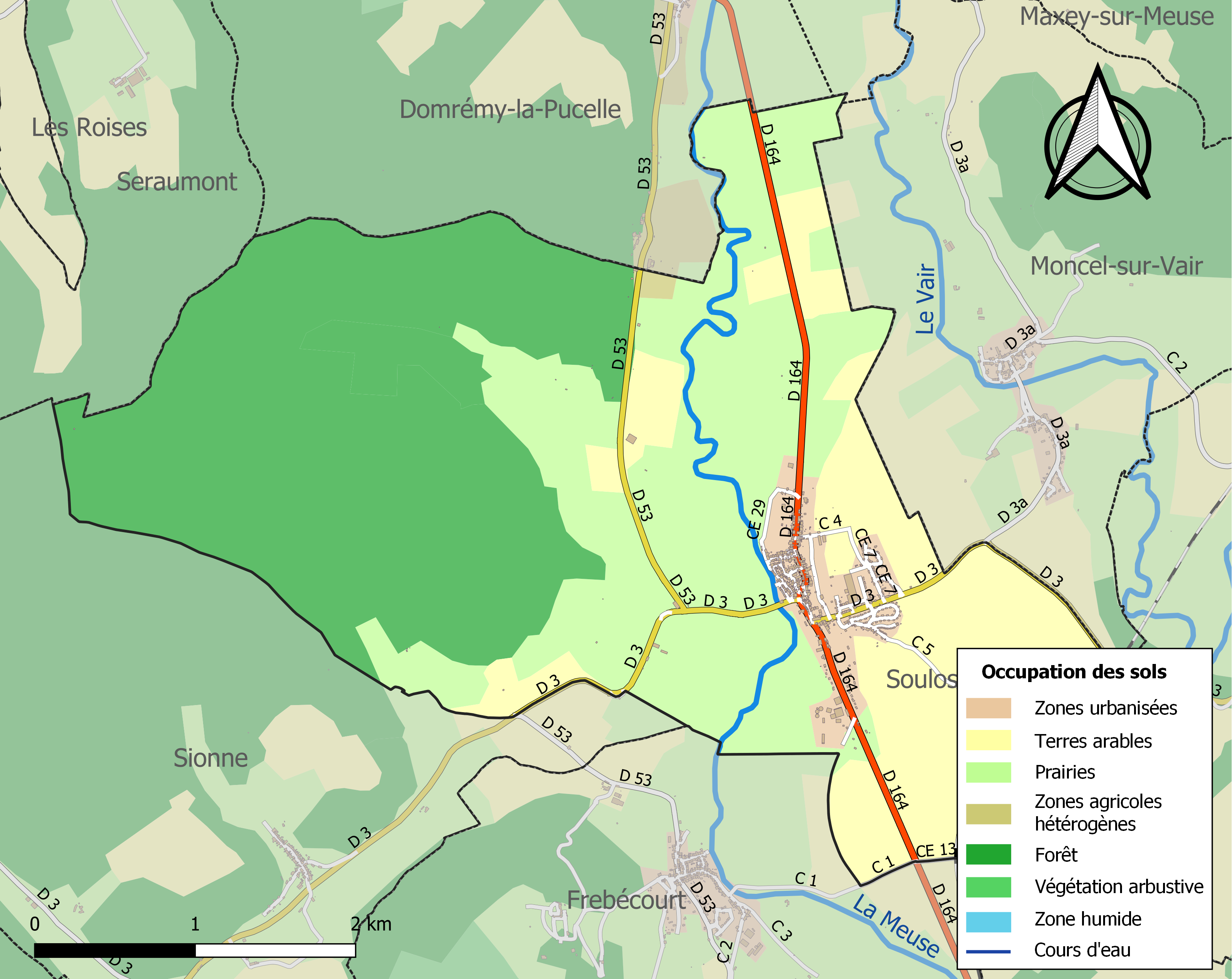
Carte des infrastructures et de l'occupation des sols de la commune en 2018 (CLC).

## Toponymie
Le nom de la localité est attesté sous les formes In Cussiaco (1105) ; P. de Cosseio (1160) ; Territorium Coussiaci (1164) ; A banno Cusseiaci (avant 1197) ; Coissey (1199) ; Th. de Cuxeio (XIIe siècle) ; De Quiseio (avant 1210) ; Cusseium (1224) ; De Cosseyo (1240) ; De Coxeio (1255) ; Mon signor Renaut de Coussei (1259) ; Coussy (1261) ; Cossey (1263) ; Cossé (1263) ; Coissei (1266) ; Maheus de Couxi (1266) ; Maheus de Couxei (1276) ; Coixey (1282) ; Coxey (1288) ; D. de Cousseio (1290) ; Couxei, Couxi (XIIIe siècle) ; Couxey (1331) ; Courcey (1397) ; Courxei ; De Couxeyo (1402) ; Coursey (1442) ; Villa de Courxeio (1455) ; Couxeyum (1455) ; Corcey (1583) ; Cousey (1625) ; Coussay (XVIIe siècle) ; Coussay (1790).

Le lieu s'appelait en latin médiéval Cussiacum, les érudits toponymistes du XIXe siècle ont proposé un nom de personne gauloise Coccius suffixé en -iacum (désignant l'appartenance d'un domaine à un homme). Il existe une autre hypothèse relevant directement d'un mot gaulois signifiant « la pente, ce qui est pentu ».[réf. nécessaire]

## Histoire
Coussey fut érigée en comté le 17 août 1736, en faveur de Simon Melchior Labbé, maître des requêtes. Cette localité appartenait au bailliage de Neufchâteau.
Son église faisait partie du diocèse de Toul, doyenné de Neufchâteau jusqu'à la création du diocèse de Saint-Dié en 1778. Le droit de patronage de la cure appartenait à l’abbé de Saint-Mansuy. Les dîmes étaient partagées entre le prieur de Saint-Jacques et le curé, une portion étant attribuée au seigneur du lieu.
Le château de la commune fut détruit en 1806.

## Politique et administration

### Budget et fiscalité 2023

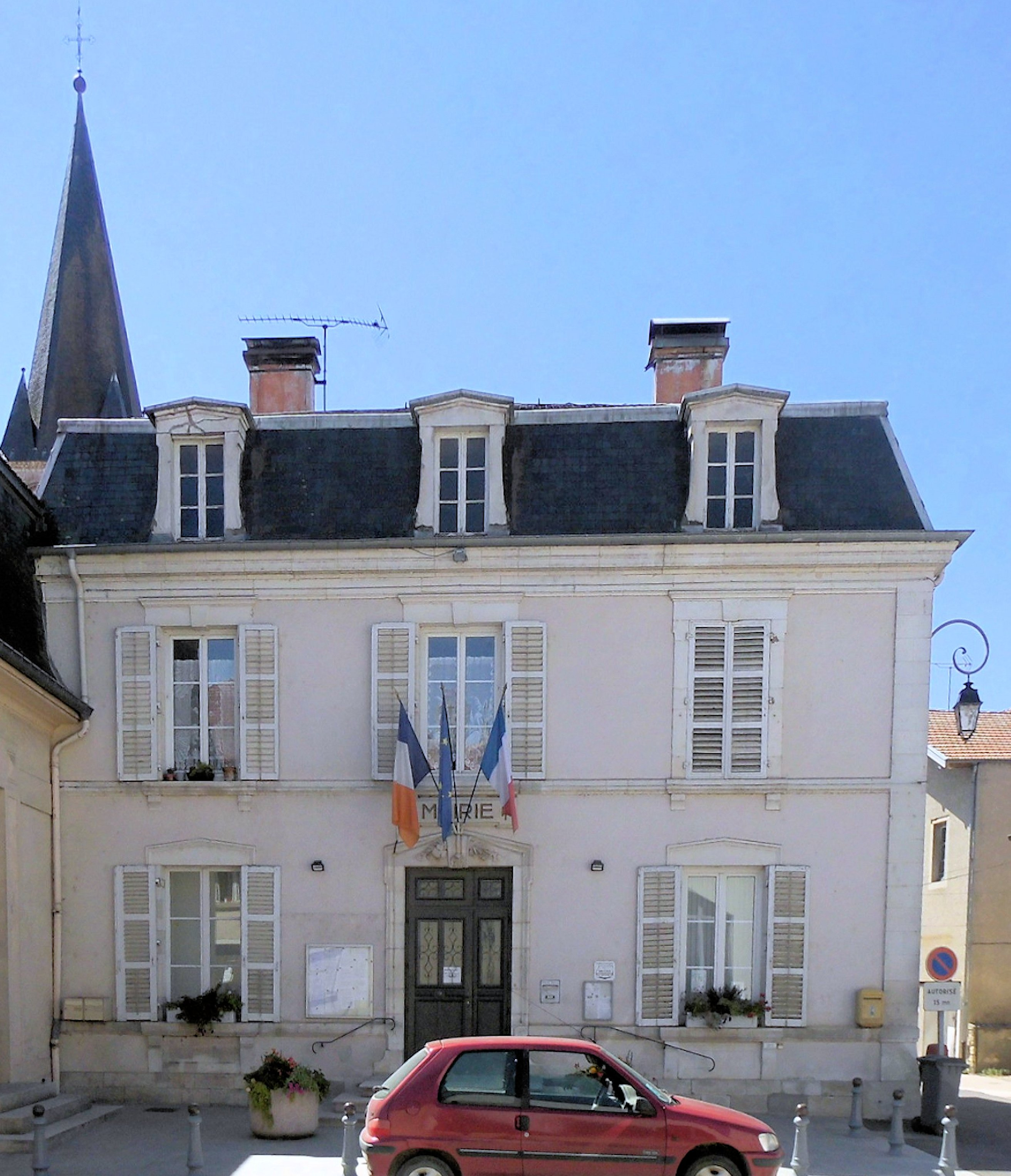
La mairie.

En 2023, le budget de la commune était constitué ainsi :
- total des produits de fonctionnement : 681 000 €, soit 935 € par habitant ;
- total des charges de fonctionnement : 530 000 €, soit 728 € par habitant ;
- total des ressources d'investissement : 52 000 €, soit 71 € par habitant ;
- total des emplois d'investissement : 323 000 €, soit 444 € par habitant ;
- endettement : 1 390 000 €, soit 1 909 € par habitant.

Avec les taux de fiscalité suivants :
- taxe d'habitation : 23,19 % ;
- taxe foncière sur les propriétés bâties : 38,67 % ;
- taxe foncière sur les propriétés non bâties : 13,43 % ;
- taxe additionnelle à la taxe foncière sur les propriétés non bâties : 0,00 % ;
- cotisation foncière des entreprises : 0,00 %.

Chiffres clés Revenus et pauvreté des ménages en 2021 : médiane en 2021 du revenu disponible, par unité de consommation : 21 380 €.

### Liste des maires
| Période                                  | Période            | Identité            | Étiquette          | Qualité                                   |
| ---------------------------------------- | ------------------ | ------------------- | ------------------ | ----------------------------------------- |
| Les données manquantes sont à compléter. |                    |                     |                    |                                           |
| 1882                                     | 1908               | Ferdinand Détieux   | Républicain        | Notaire                                   |
| 1951                                     | 1970               | Georges Uriot       | RGR puis Centriste | Directeur d'école                         |
|                                          |                    | Nathan Diament      |                    | Médecin, maire honoraire, † le 11/03/2013 |
| 1998                                     | 2020               | Bernard Adam        | UMP                | Retraité agricole                         |
| 2020                                     | En cours (au 2023) | Christophe Coiffier |                    | [ 21 ]                                    |

## Population et société

### Démographie
L'évolution du nombre d'habitants est connue à travers les recensements de la population effectués dans la commune depuis 1793. Pour les communes de moins de 10 000 habitants, une enquête de recensement portant sur toute la population est réalisée tous les cinq ans, les populations de référence des années intermédiaires étant quant à elles estimées par interpolation ou extrapolation. Pour la commune, le premier recensement exhaustif entrant dans le cadre du nouveau dispositif a été réalisé en 2008.

En 2022, la commune comptait 719 habitants, en évolution de −1,51 % par rapport à 2016 (Vosges : −2,96 %, France hors Mayotte : +2,11 %).
| 1793 | 1800 | 1806 | 1821 | 1831 | 1836 | 1841 | 1846 | 1856 |
| ---- | ---- | ---- | ---- | ---- | ---- | ---- | ---- | ---- |
| 548  | 644  | 641  | 733  | 831  | 789  | 749  | 761  | 718  |

| 1861 | 1866 | 1872 | 1876 | 1881 | 1886 | 1891 | 1896 | 1901 |
| ---- | ---- | ---- | ---- | ---- | ---- | ---- | ---- | ---- |
| 722  | 715  | 703  | 669  | 658  | 847  | 628  | 623  | 602  |

| 1906 | 1911 | 1921 | 1926 | 1931 | 1936 | 1946 | 1954 | 1962 |
| ---- | ---- | ---- | ---- | ---- | ---- | ---- | ---- | ---- |
| 593  | 581  | 566  | 606  | 622  | 639  | 591  | 583  | 640  |

| 1968 | 1975 | 1982 | 1990 | 1999 | 2006 | 2008 | 2013 | 2018 |
| ---- | ---- | ---- | ---- | ---- | ---- | ---- | ---- | ---- |
| 629  | 619  | 757  | 752  | 707  | 713  | 715  | 739  | 717  |

| 2022 | - | - | - | - | - | - | - | - |
| ---- | - | - | - | - | - | - | - | - |
| 719  | - | - | - | - | - | - | - | - |

## Culture locale et patrimoine

### Lieux et monuments

L'église Notre-Dame-de-l'Assomption
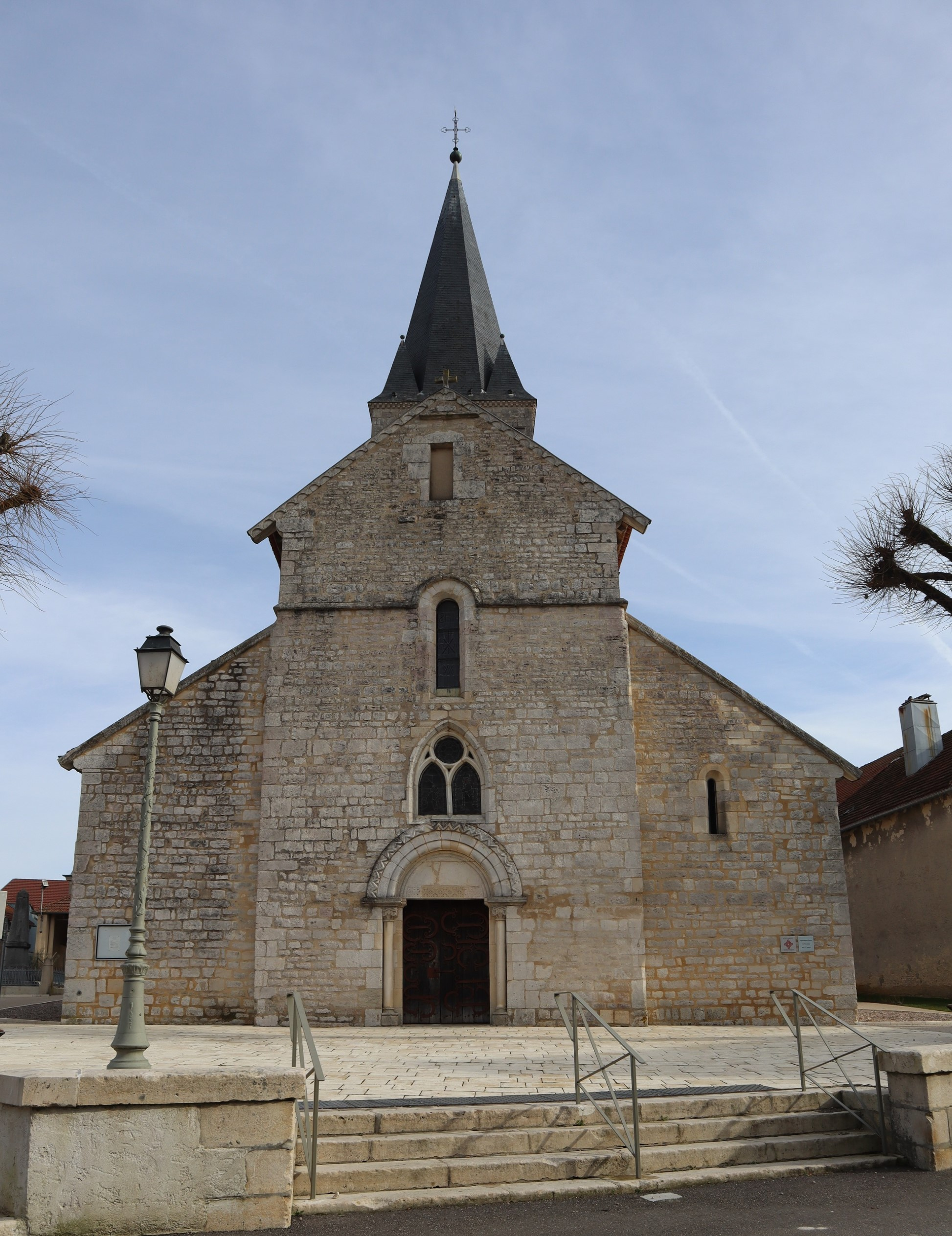
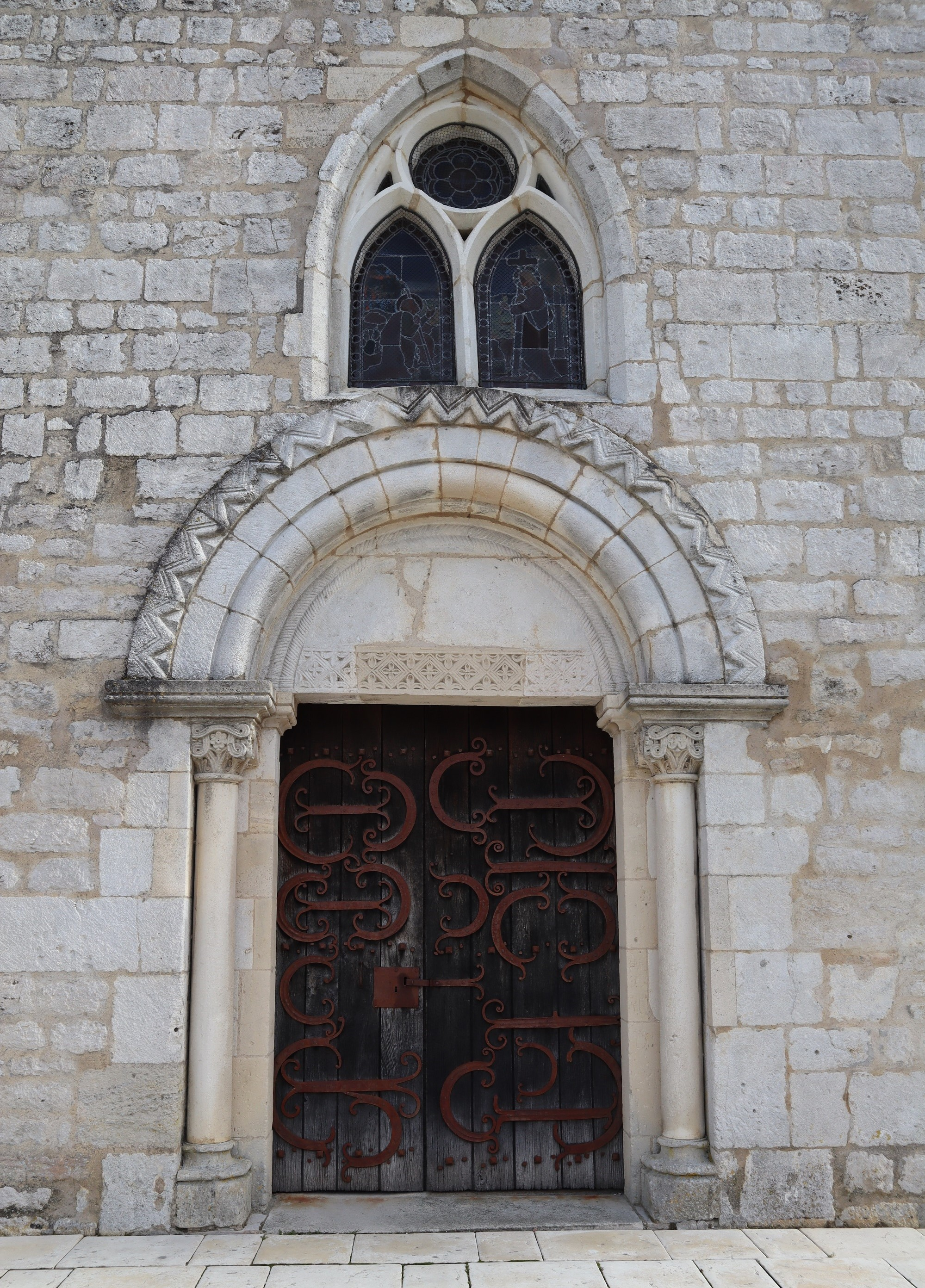
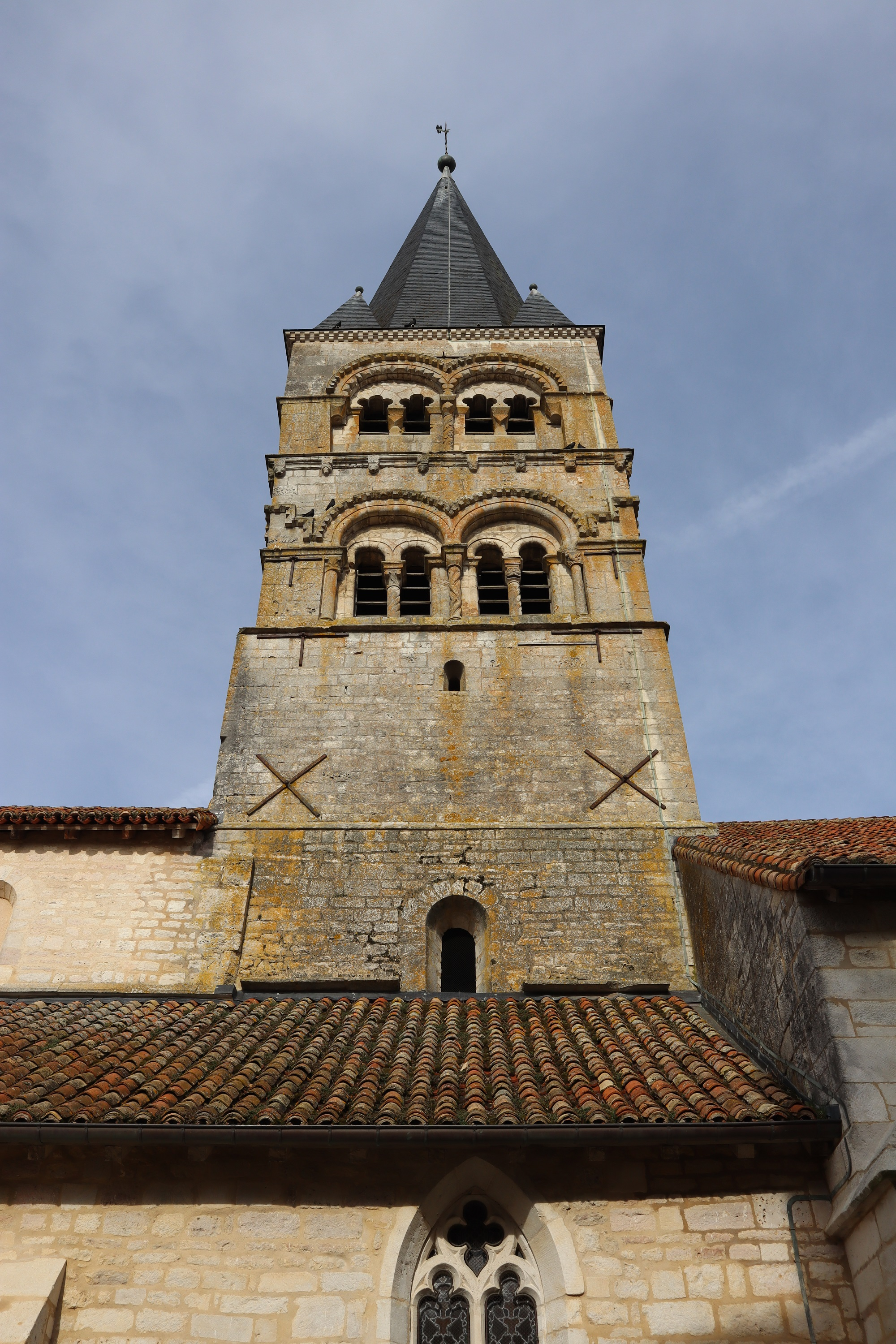
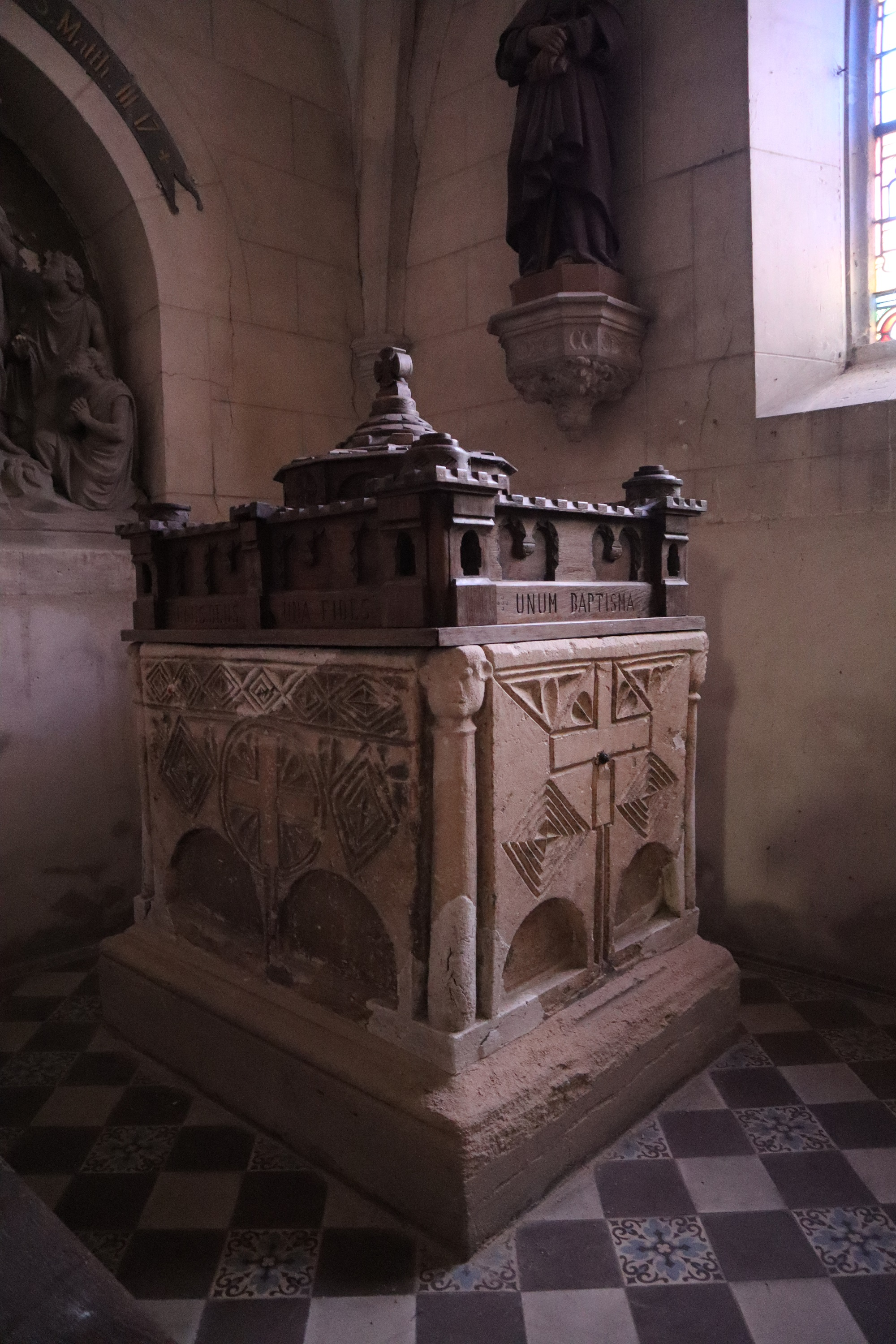

- Église Notre-Dame-de-l'Assomption, construite du XIIe siècle pour la nef, voûtée d'ogives au dernier quart du XVe siècle, et le chevet est reconstruit au XVIe siècle. L'extérieur est majoritairement de style roman alors que l'intérieur est surtout gothique[26]. Elle est classée au titre des monuments historiques par arrêté du 3 juin 1908 pour le transept, le chœur, le clocher et la porte et par arrêté du 27 novembre 1942 pour la nef[27]. Description détaillée avec nombreuses photos et dessins dans Églises romanes des Vosges[28]. Nombreuses photos couleur sur le site Patrimoine de Lorraine.
- Fonts baptismaux: dans l'église, curieuse cuve baptismale de forme cubique taillée dans un seul bloc de pierre de 1 m de côté et 0,80 de haut environ. Elle est ornementée sur deux faces de motifs géométriques quelque peu archaïques, peut-être d'essence carolingienne. Deux faces contiguës sont nues de sculpture, la cuve devait donc être placée en angle. Elle ne devrait pas être antérieure au XIIe siècle, selon Georges Durand[28] (voir dans la référence à la page 22). Toutefois le style des sculptures incite d’autres archéologues à la dater facilement du IXe ou IXe siècle, peut-être de la Renaissance carolingienne.

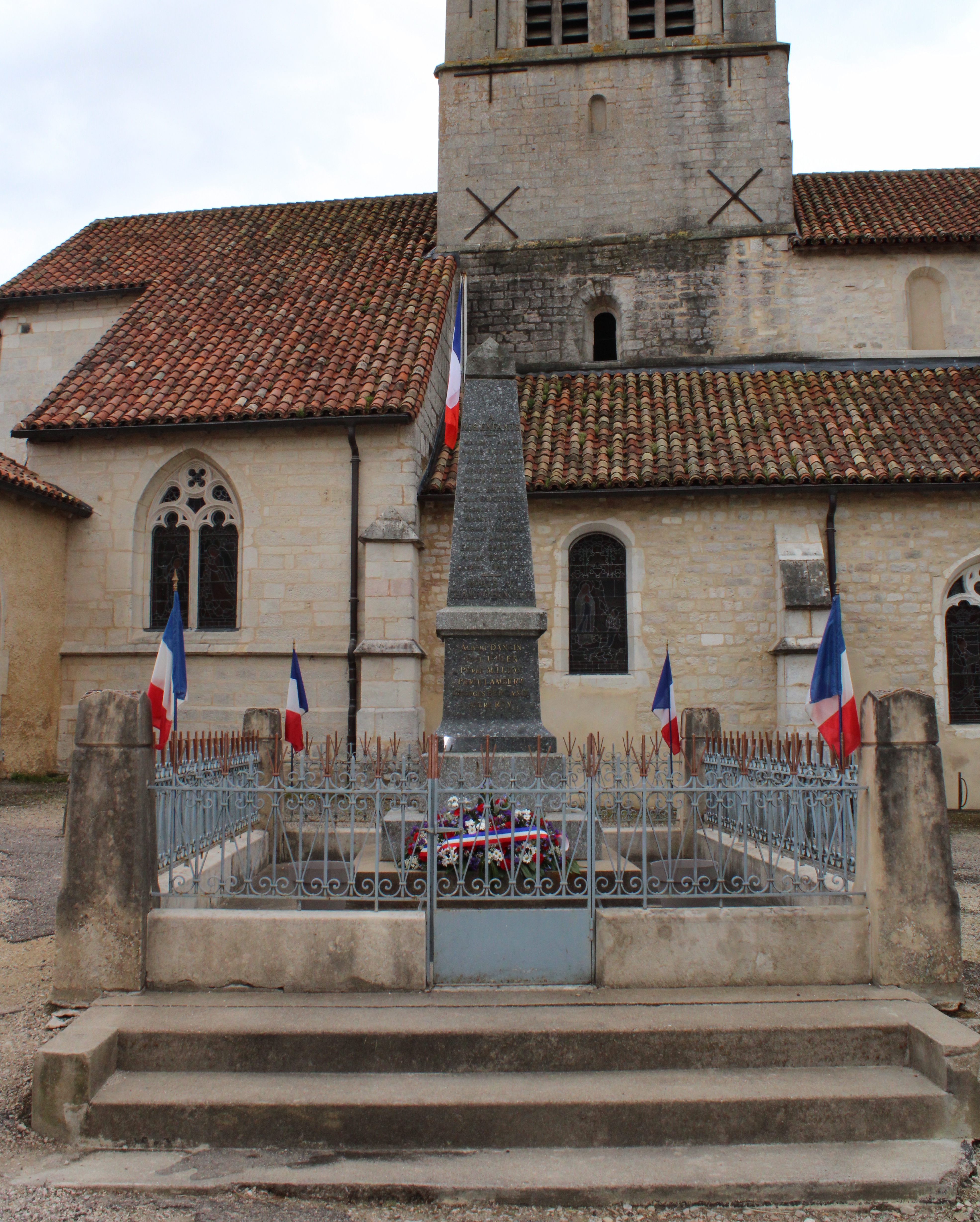
Le monument aux morts.

- Monument aux morts[29].

### Personnalités liées à la commune
- L'humoriste Didier Gustin a grandi à Coussey.
- Pierre Grappin, germaniste et doyen de l'université de Nanterre lors des événements de Mai 68, est né à Coussey le 31 mai 1915.
- Georges Uriot, enseignant, écrivain régionaliste[30].
- Nicolas Joly, humoriste.

### Héraldique, logotype et devise
| Blason | Blasonnement : Parti : au premier d'azur semé de croisettes recroisetées au pied fiché d'or aux deux bars adossés du même brochant sur le tout, au second d'or à la bande de gueules chargée de trois alérions d'argent ; au croissant contourné d'azur brochant en abîme sur la partition. Commentaires : Ces armoiries, parti de Bar et de Lorraine, chargées d'un croissant ont été adoptées en 1866 lors des fêtes du centenaire du rattachement de la Lorraine à la France. Elles rappellent la mémoire de Renard de Lorraine, baron de Coussey, fils de Mathieu de Lorraine, comte de Toul († 1208). |

### Jumelages
- Anthisnes (Belgique), ville de la province de Liège.

## Pour approfondir